# Popillia jolyi
Popillia jolyi är en skalbaggsart som beskrevs av Limbourg 2006. Popillia jolyi ingår i släktet Popillia och familjen Rutelidae. Inga underarter finns listade i Catalogue of Life.